# Robert Freeman Smith

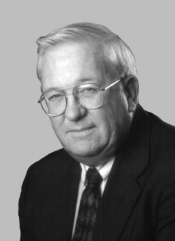
Robert Freeman Smith

Robert Freeman „Bob“ Smith (* 16. Juni 1931 in Portland, Oregon; † 21. September 2020 in Medford, Oregon) war ein US-amerikanischer Politiker (Republikaner). Zwischen 1983 und 1995 sowie von 1997 bis 1999 vertrat er den zweiten Wahlbezirk des Bundesstaates Oregon im US-Repräsentantenhaus.

## Werdegang
Bob Smith besuchte die öffentlichen Schulen in Burns. Danach studierte er bis 1953 an der Willamette University in Salem Landwirtschaft. Nach seinem Studium arbeitete er als Rancher.
Smith wurde Mitglied der Republikanischen Partei. Zwischen 1960 und 1972 war er Abgeordneter im Repräsentantenhaus von Oregon; seit 1969 war er Präsident des Hauses. Gleichzeitig war er zwischen 1965 und 1969 Vorsitzender der Kommission zur Verwaltung des staatlichen Landes in Oregon. Im Juli 1980 war er Delegierter zur Republican National Convention in Detroit, auf der Ronald Reagan als Präsidentschaftskandidat der Partei nominiert wurde.
1982 wurde Smith im zweiten Wahlbezirk von Oregon in das US-Repräsentantenhaus gewählt. Dort trat er am 3. Januar 1983 die Nachfolge des nicht mit ihm verwandten Denny Smith an, der in den fünften Bezirk wechselte. Nachdem er in den folgenden Jahren jeweils wiedergewählt worden war, konnte Bob Smith bis zum 3. Januar 1995 insgesamt sechs Legislaturperioden im Kongress absolvieren. 1994 verzichtete er auf eine erneute Kandidatur. Sein Sitz ging an seinen Parteikollegen Wes Cooley. Nachdem dieser aber in der Folge mehrere Lügen über seine militärische Vergangenheit zugeben musste, kam er 1996 nicht für eine Wiederwahl in Betracht. Die Republikaner nominierten noch einmal Bob Smith, der dann zwischen dem 3. Januar 1997 und dem 3. Januar 1999 eine weitere Legislaturperiode im Kongress absolvierte. Dort wurde er Mitglied des Landwirtschaftsausschusses. 1998 verzichtete Smith endgültig auf eine Wiederwahl und zog sich in den Ruhestand zurück.
Kurzzeitig geriet er im Jahr 2016 erneut in die Schlagzeilen. Am 8. Februar 2016 war er mit seinem Acura MDX in seiner Heimatstadt Medford unterwegs, als er um 8:35 morgens mit einem Fußgänger auf einem Zebrastreifen zusammenstieß. Der 58-jährige Jerry Mark Hughes starb in Folge des Unfalls.